# 박편석기
박편석기(剝片石器)는 돌의 박편에 가공하여 석기로 만든 것이다. 스크레이퍼·첨두기 등의 석기가 많고, 가죽을 벗긴다든지, 살을 오려 낸다든지, 뼈에 구멍을 낸다든지 하는 데 편리하다. 박편석기를 가진 문화는 클라크톤 문화(셸기, 아슐기 병행의 영국의 전기 구석기시대 문화)·무스티에 문화를 들 수 있는데, 주로 구대륙 북방의 한랭한 지역에서 사용되었다고 한다.